# Periclimenaeus lobiferus
Periclimenaeus lobiferus är en kräftdjursart som beskrevs av Bruce 1978. Periclimenaeus lobiferus ingår i släktet Periclimenaeus och familjen Palaemonidae. Inga underarter finns listade i Catalogue of Life.